# Letzte Fehde

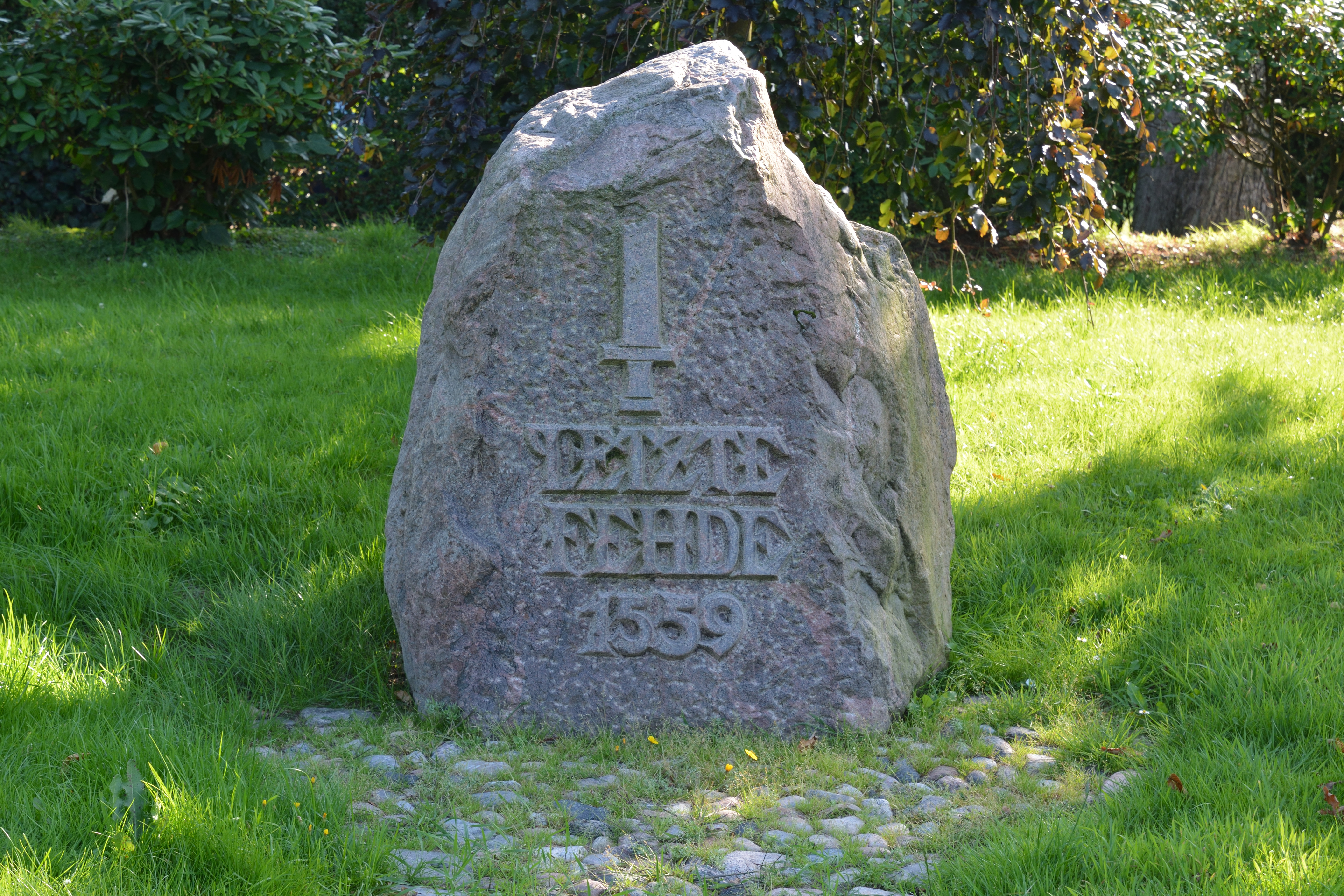
Gedenkstein in Heide

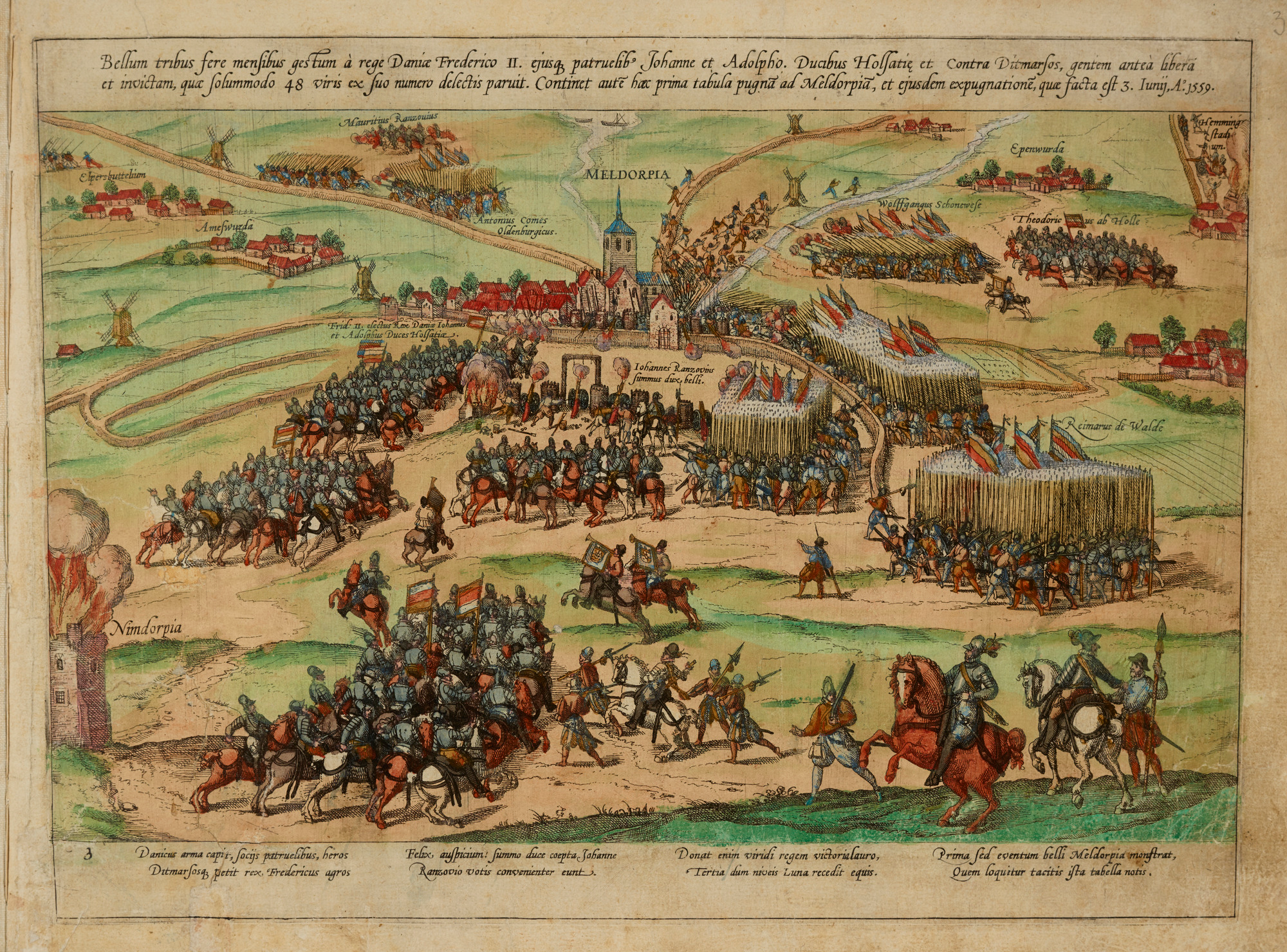
Darstellung der Kämpfe bei Meldorf (Kupferstich von 1589)

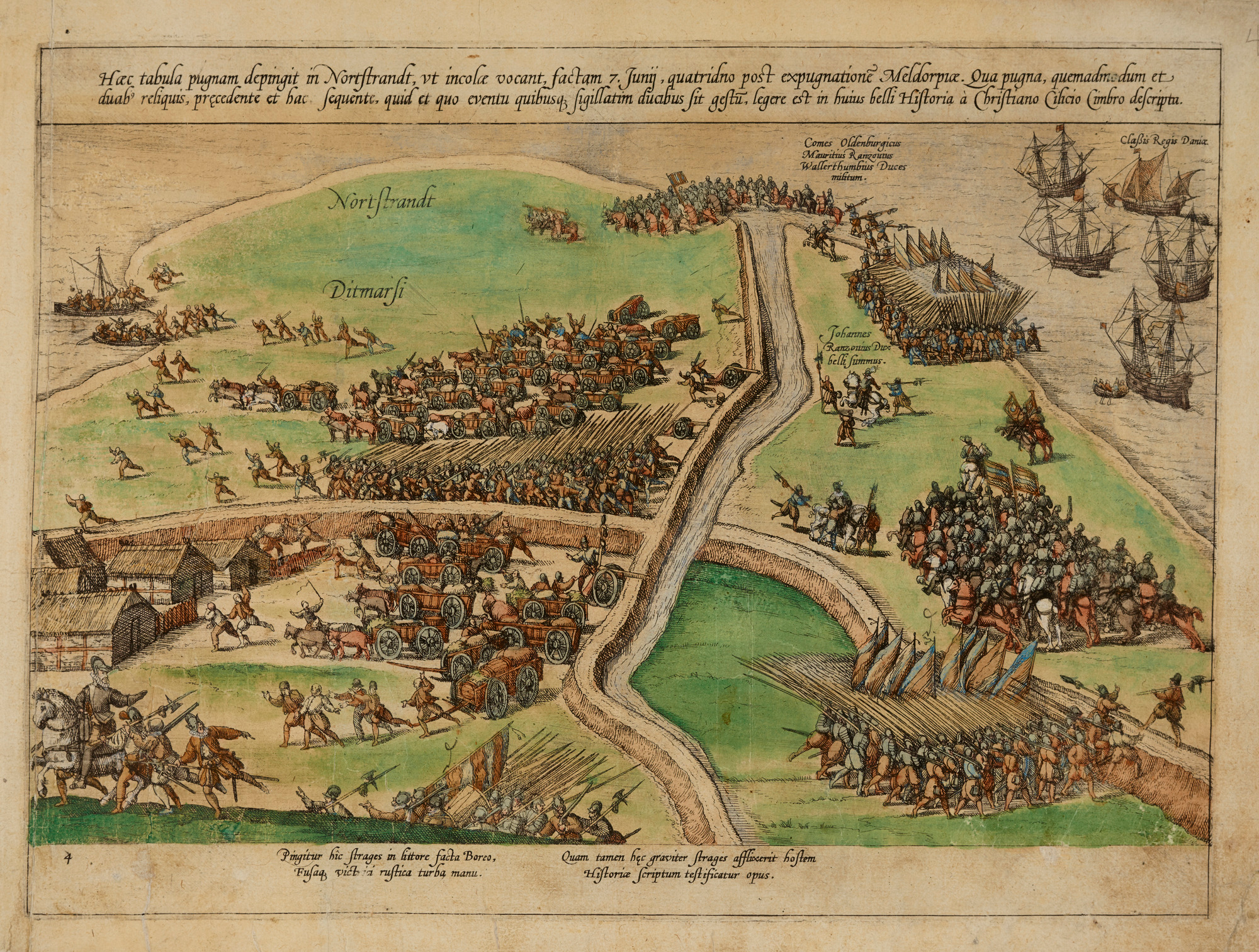
Darstellung der Kämpfe bei Meldorf (Kupferstich von 1589)

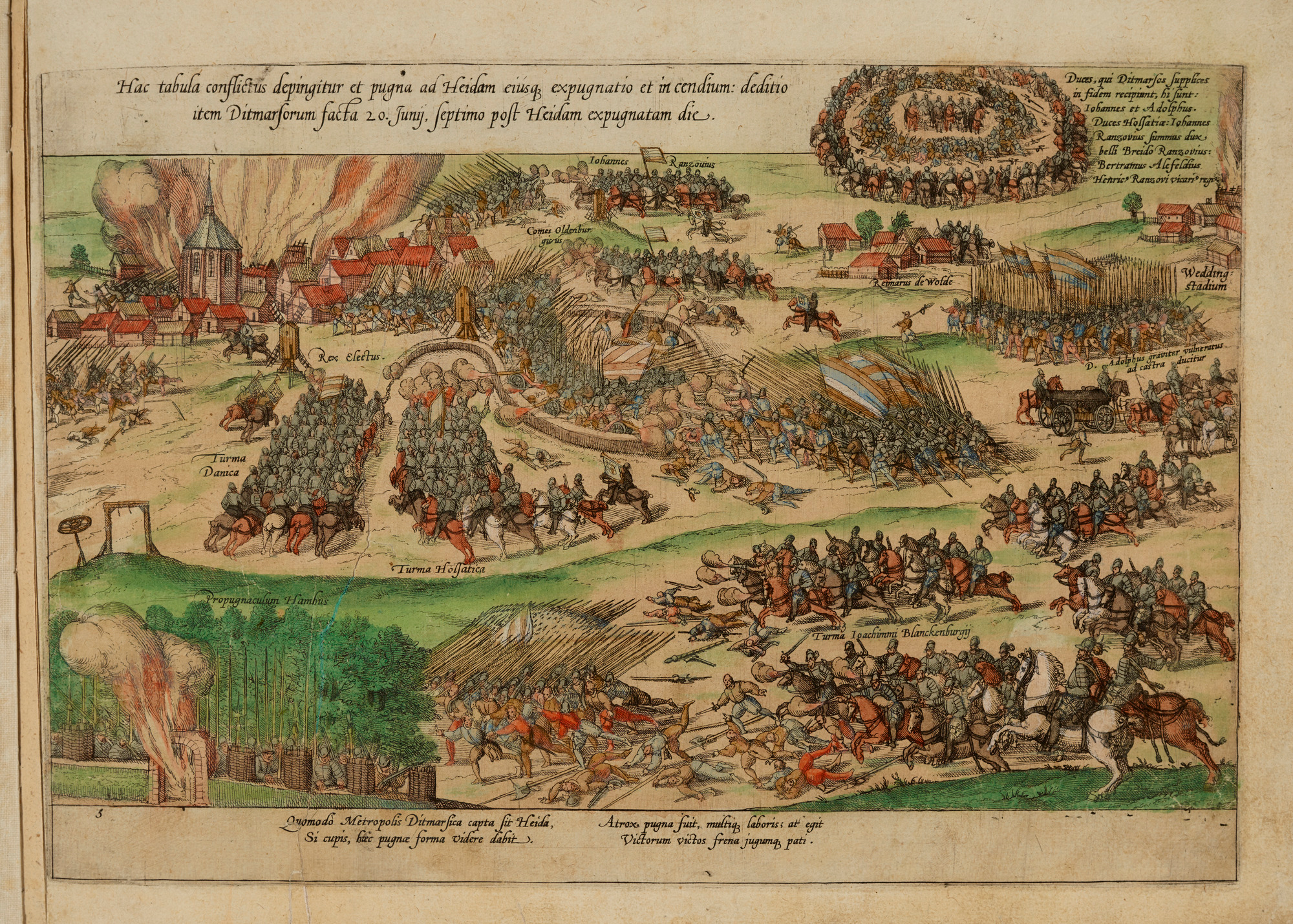
Darstellung der Kämpfe bei Heide (Kupferstich von 1589)

Die Letzte Fehde von 1559 war ein Kriegszug, in dem die Bauernrepublik Dithmarschen ihre Unabhängigkeit an Herzog Adolf I. von Schleswig-Holstein-Gottorf, König Friedrich II. von Dänemark-Norwegen und Herzog Hans von Schleswig-Holstein-Hadersleben verlor.

## Vorgeschichte
Herzog Adolf I. von Gottorf und seine Brüder ließen sich bereits 1548 von Kaiser Karl V. mit Holstein (einschließlich Dithmarschens) belehnen. Da 1558 ein Schutzbündnis Dithmarschens mit Lübeck auslief, schien für die Fürsten der richtige Zeitpunkt gekommen: Herzog Adolf wollte Dithmarschen alleine erobern und wandte sich an den erfolgreichen Feldherrn Johann Rantzau auf Breitenburg, der ihm dabei helfen sollte. Doch der Plan wurde von Rantzaus Sohn Heinrich Rantzau, der königlicher Statthalter in den Herzogtümern war, an König Christian III. verraten. Daher musste Herzog Adolf nunmehr den Feldzug mit seinen Brüdern, nach Christian III. Tod mit seinem Neffen König Friedrich II. von Dänemark durchführen.

## Der Feldzug
Das etwa 18.000 Mann starke Heer der drei Fürsten unter Johann und Daniel Rantzau sowie Hans von Ahlefeldt besiegte etwa 12.000 bewaffnete Dithmarscher Bauern; es handelte sich um einen von mehreren Versuchen, wie beispielsweise der Schlacht bei Hemmingstedt, das damals fruchtbare und reiche Land zu erobern. Der Feldzug war – in den Worten des Flensburger Historikers Robert Bohn – „kurz und zeitüblich grausam“. Die Eroberer marschierten über Albersdorf ein, eroberten Meldorf und schließlich auch den Hauptort Heide.

## Auswirkungen
Dithmarschen wurde unter den Siegern aufgeteilt in einen königlich-dänischen Südteil, einen herzoglich-haderslebischen Mittelteil und einen herzoglich-gottorfschen Nordteil. Der Mittelteil wurde 1581 zwischen Nord und Süd aufgeteilt. Die Sozialstruktur blieb aber weitestgehend gleich, die Bauern und die Kirchspiele behielten auch die meisten ihrer Rechte. Einzig der Rat der Achtundvierziger, der zu republikanischen Zeiten die oberste Entscheidungsinstanz war, wurde durch Vögte abgelöst.